# Монастырь Святого Зенона (Бад-Райхенхалль)
Монастырь Святого Зенона (нем. Kloster Sankt Zeno Reichenhall) — бывший августинский монастырь, располагавшийся на территории баварского города Бад-Райхенхалль. Монастырь — ведший свою историю от одиночной кельи, основанной около 803 года архиепископом Зальцбургским Арно — по легенде был основан императором Карлом Великим. С VIII по IX век считался бенедиктинским монастырем; был восстановлен в 1136 году архиепископом Зальцбургским Конрадом фон Абенсбергом — устав был утверждён 5 апреля.